# 丹尼爾·瑞夫
丹尼爾·瑞夫（英語：Daniel Reeve）是紐西蘭的藝術家、書法家，他以在《魔戒電影三部曲》中的工作而知名。

## 生平

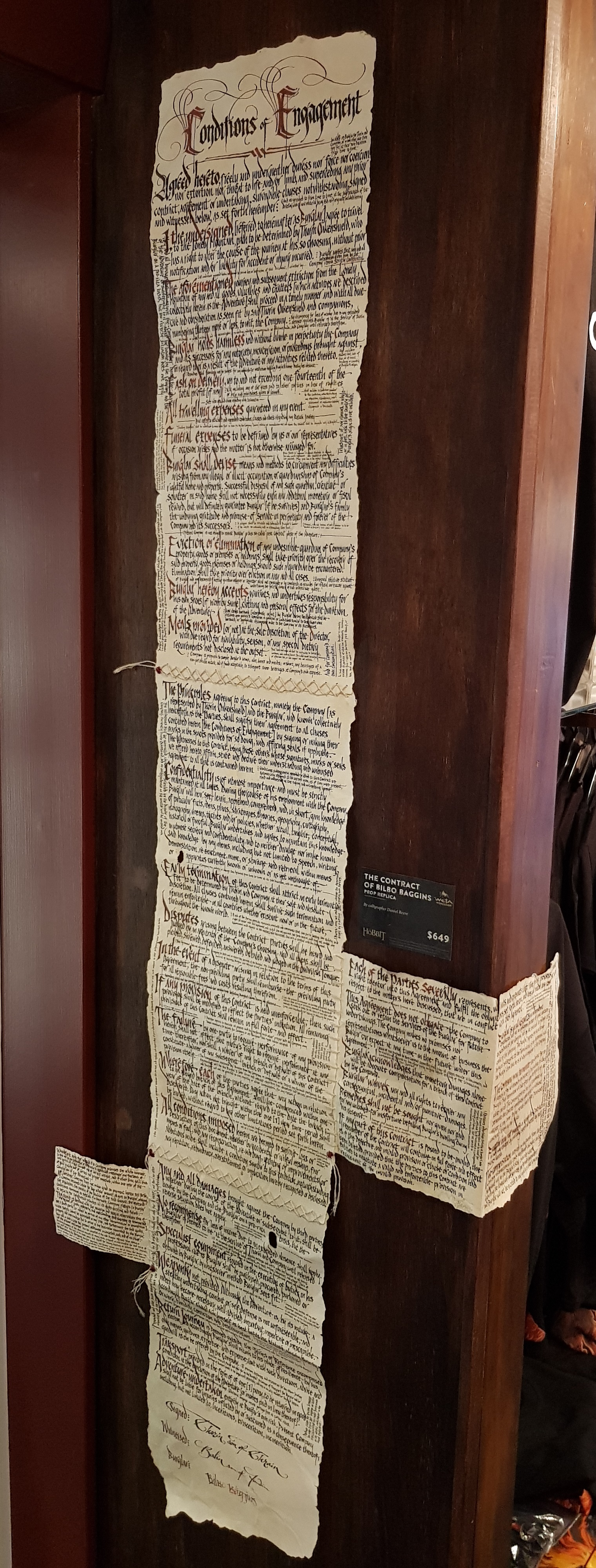
《哈比人》電影裡比爾博·巴金斯的合同契約，由丹尼爾·瑞夫設計。

在瑞夫十幾歲時閱讀了英國作家托爾金的作品之後，便開始並學習其中的精靈語文字。成年後的瑞夫於紐西蘭的一家銀行擔任電腦程式設計師，後來在得知電影製作人彼得·傑克森要開拍《魔戒》電影之後，他馬上主動地加入了魔戒電影的劇組。在魔戒電影中所出現的不少書籍、卷軸、地圖皆是由瑞夫設計或製作的。
之後瑞夫也參與了《凡赫辛》、《金剛》、《納尼亞傳奇：獅子·女巫·魔衣櫥》、《黃沙劍影》、《決戰異世界前傳：鬼哭狼嚎》、《丁丁歷險記》等電影的設計工作。《哈比人電影系列》開拍時瑞夫再次回歸彼得·傑克森的拍攝劇組，在《哈比人：意外旅程》的行銷過程中，他還幫威靈頓市設計了「中土世界的中心」（Middle of Middle Earth）的標誌。

## 外部連結
- 丹尼爾·瑞夫的網站（页面存档备份，存于）（英文）
- 丹尼爾·瑞夫在互联网电影资料库（IMDb）上的資料（英文）